# Conrad Dieterici

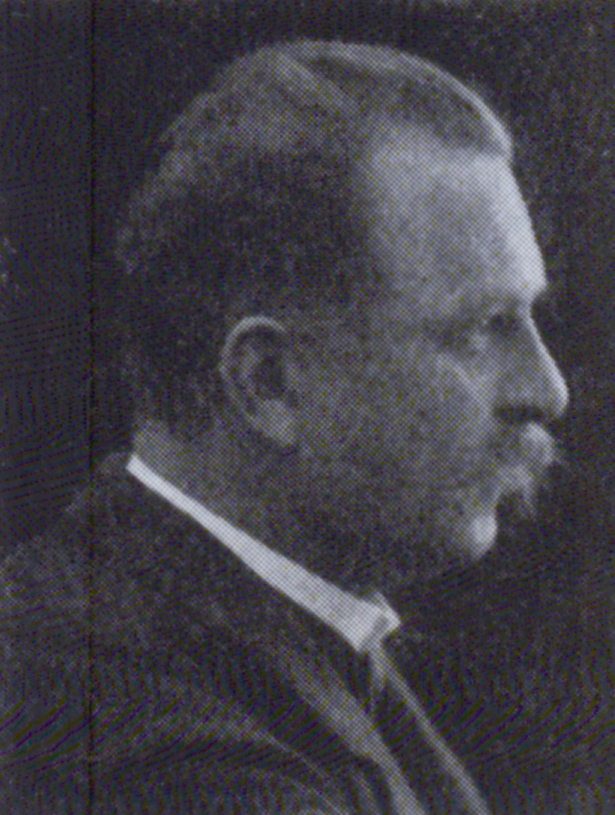
Conrad Dieterici

Conrad Heinrich Dieterici (* 26. November 1858 in Berlin; † 14. November 1929 in Gadderbaum-Bethel) war ein deutscher Physiker, Hochschullehrer und Rektor der Universität Kiel. 

## Leben
Conrad Dieterici war Sohn des Berliner Orientalisten Friedrich Heinrich Dieterici.
Er studierte Physik an der Universität Berlin und wurde dort 1882 promoviert. Von 1885 bis 1890 war er Assistent am Physikalischen Institut der Universität Berlin. 1887 wurde er dort Privatdozent. 1890 erhielt er einen Lehrstuhl an der Universität Breslau. 1894 wurde er Professor in Physik an der Technischen Hochschule in Hannover. 1906 lehrte er an der Universität Rostock und ab 1907 an der Universität Kiel, wo er von 1915 bis 1916 Rektor der Universität war.
1909 wurde Dieterici zum Geheimen Regierungsrat ernannt. Er entwickelte die nach ihm benannte Dieterici-Gleichung. Mit Arthur König untersuchte er die Farbwahrnehmung.